# Idaea squamulata
Idaea squamulata là một loài bướm đêm trong họ Geometridae.